# Classe O'Byrne
 (septembre 2020).
Si vous disposez d'ouvrages ou d'articles de référence ou si vous connaissez des sites web de qualité traitant du thème abordé ici, merci de compléter l'article en donnant les références utiles à sa vérifiabilité et en les liant à la section « Notes et références ».
Les sous-marins de la classe O'Byrne étaient une classe de trois sous-marins construits pour la marine française de 1917 à 1921. 
Ils ont été initialement commandés par la marine roumaine, mais ont été confisqués par le gouvernement français alors qu'ils étaient encore en construction. Trois navires de ce type ont été construits entre 1917 et 1921 au chantier naval Schneider de Chalon-sur-Saône. Ils ont été mis en service dans la marine française, servant en mer Méditerranée. Les navires ont été retirés de la liste de la marine entre 1928 et 1935. Le premier navire de sa classe a été nommé en l'honneur du sous-marinier français John Joseph Gabriel O'Byrne.

## Construction et spécifications
Le O'Byrne et ses deux navires frères (Henri Fournier et Louis Dupetit-Thouars) ont été commandés par le gouvernement roumain au chantier naval Schneider de Chalon-sur-Saône, et mis en chantier en avril 1917. Cependant, la France a saisi les sous-marins pour sa marine pendant la Première Guerre mondiale. Les trois sous-marins ont ensuite été terminés pour la marine française, avec des ponts plus grands et des kiosques. Le O'Byrne fut le premier à être lancé (22 mai 1919), suivi par le Henri Fournier (30 septembre 1919) et le Louis Dupetit-Thouars (12 mai 1920). Ils ont été terminés et mis en service en 1921.
Chacun des trois sous-marins avait un déplacement en surface de 342 tonnes, et mesurait 52,4 mètres de longueur, avec une largeur de 4,7 mètres et un tirant d'eau de 2,7 mètres. Les machines se composaient de deux moteurs diesel Schneider et de deux moteurs électriques alimentant deux arbres d'hélice, ce qui se traduisait par une vitesse de pointe en surface de 14 nœuds (26 km/h). Chaque navire avait un rayon d'action de 1 850 milles marins (3 430 km) à 10 nœuds (19 km/h) et un équipage de 25 personnes. L'armement se composait de quatre tubes lance-torpilles de 450 mm et d'un canon de pont de 47 mm,,,.

## Service
Les trois bateaux ont incorporé des leçons de l'expérience de guerre française, et se sont donc avérés être raisonnablement réussis. Ils ont servi en Méditerranée après la Première Guerre mondiale, mais leur carrière s'est déroulée sans incident et ils ont été mis hors service avant le début de la Seconde Guerre mondiale. Le Louis Dupetit-Thouars a été radié en novembre 1928 et ses deux navires frères en août 1935,.
Les sous-marins de la classe O'Byrne ont été initialement commandés par la marine roumaine, mais ont été confisqués par le gouvernement français alors qu'ils étaient encore en construction. Si le O'Byrne avait été livré à la Roumanie une fois terminé, il serait devenu le premier sous-marin roumain. Ce rôle aura été rempli par le Delfinul construit en Italie en 1936.

## Navires de la classe
| Nom                   | Pose de la quille | Lancement         | Mise en service | Statut                       |
| --------------------- | ----------------- | ----------------- | --------------- | ---------------------------- |
| O'Byrne               | avril 1917        | 22 mai 1919       | 1921            | Vendu à la ferraille en 1935 |
| Henri Fournier        | avril 1917        | 30 septembre 1919 | 1921            | Vendu à la ferraille en 1935 |
| Louis Dupetit-Thouars | avril 1917        | 12 mai 1920       | 1921            | Vendu à la ferraille en 1928 |